# 筑
筑是中國最早的擊弦樂器，自戰國至隋唐廣泛流行，宋代以后失传。

## 形制
長沙簡牘博物館所陳列的筑，形制類似棒球的球棒，筑頸细长，上有五条丝弦，弦与筑体之间支有可移动的柱马。
按照長沙馬王堆西漢墓漆棺上所繪的精怪擊筑的圖案，江蘇連雲港西漢墓出土漆器，還有南陽唐河畫像磚，都可以看到特殊的演奏姿勢；並非如同箏演奏時那樣橫放，而是直放在身前。
筑體較寬處，應為音箱，置於前方低處，筑頸這端所連接的筑頭對著演奏者，演奏时以左手按壓筑頸處的弦，右手执竹片击弦发音，故有“击筑”之说。
五弦筑分為戰國五弦筑和漢代五弦筑，另外還有漢代十三弦筑和宋代十三弦筑。 

## 历史
筑在戰國時期便已廣泛流行。時有名家高渐离，曾擊筑為行刺秦王的荊軻送行。
漢太祖劉邦作《大風歌》時，還親自擊筑伴奏。
其后至南北朝时，筑用于伴奏相和歌，隋唐时期用于伴奏清乐，宋代以后，筑逐渐失传，而被表现力更强的琴、筝等乐器取代。

## 延伸阅读
[在维基数据编辑]
 《欽定古今圖書集成·經濟彙編·樂律典·筑部》，出自陈梦雷《古今圖書集成》